# Klass B 1953
L'edizione 1953 della Klass B fu la 14ª della seconda serie del Campionato sovietico di calcio e vide la vittoria finale della Dinamo Minsk.

## Stagione

### Formula
La formula del campionato fu nuovamente modificata rispetto alla stagione precedente: il numero di squadre salì a 27, con la mancata iscrizione di DO Kiev, DO Sverdlovsk, DO Tashkent, DO Tbilisi, VMS Mosca e Dinamo Stalinabad e la promozione di Lokomotiv Charkiv e Spartak Vilnius, abbondantemente sostituite dalle neo iscritte Spartak Tbilisi, Torpedo Rostov, Spartak Tashkent, Iskra Frunze, Gornjak Leninabad, Metallurg Odessa, Zenit Kaliningrad,  Spartak Kalinin, Chimik Mosca, Metalurh Zaporižžja, Avangard Chelyabinsk, Krylya Sovetov Molotov, Avangard Sverdlovsk e Metallurg Dnepropetrovsk, oltre che dalle neo retrocesse Daugava Rīga, Šachtër Stalino e Dinamo Minsk (il VVS Mosca non si iscrisse).
Va però detto che inizialmente il DO Tashkent era iscritto al Girone 1, il DO Kiev nel Girone 3 e il DO Tbilisi nel Girone 1, ma vennero in seguito esclusi dal campionato senza disputare gare.
Come nella precedente stagione i 27 club partecipanti erano divisi in gironi e il torneo era diviso in due fasi: nella prima fase erano previsti tre gironi, così costituiti:
- Girone 1: nove squadre, incontri di andata e ritorno per un totale di sedici partite per squadra; lo Spartak Tashkent, però, giocò solo le gare di andata;
- Girone 2: dieci squadre, incontri di andata e ritorno per un totale di diciotto partite per squadra; il Chimik Mosca, però, giocò solo le gare di andata;
- Girone 3: otto squadre, incontri di andata e ritorno per un totale di quattordici partite per squadra.

In ciascuno dei gironi il sistema prevedeva due punti per la vittoria, uno per il pareggio e zero per la sconfitta. Le prime due classificate disputavano nella seconda fase il girone per i posti tra il primo al sesto: tale girone era così costituito da sei squadre che si incontrarono tra di loro in gare di sola andata, per un totale di 5 incontri per squadra, disputati tutti a Gor'kij; anche in questo caso il sistema prevedeva due punti per la vittoria, uno per il pareggio e zero per la sconfitta.
Tutte le altre squadre erano inserite, in base alla posizione in classifica della prima fase, in sei gironi da tre, tutti organizzati con il medesimo sistema: gare di sola andata (tre in tutto), disputate ciascuno in una sola città, con due punti per la vittoria, uno per il pareggio e zero per la sconfitta.
Le squadre classificate ai primi due posti del girone promozione erano promosse in Klass A; essendo la Klass B l'ultima serie del campionato, non erano previste retrocessioni.

## Prima fase

### Girone 1

#### Squadre partecipanti
| Squadra           | Repubblica    | Città          | Stagione precedente        |
| ----------------- | ------------- | -------------- | -------------------------- |
| Dinamo Alma-Ata   | RSS Kazaka    | Alma-Ata       | 9° in Klass B              |
| Dinamo Erevan     | RSS Armena    | Erevan         | 10° in Klass B             |
| Gornjak Leninabad | RSS Tagika    | Leninabad      | non iscritta al campionato |
| Iskra Frunze      | RSS Kirghisa  | Frunze         | non iscritta al campionato |
| Neftyanik Baku    | RSS Azera     | Baku           | 7° in Klass B              |
| Spartak Aşgabat   | RSS Turkmena  | Aşgabat        | 18° in Klass B             |
| Spartak Tashkent  | RSS Uzbeka    | Tashkent       | non iscritta al campionato |
| Spartak Tbilisi   | RSS Georgiana | Tbilisi        | non iscritta al campionato |
| Torpedo Rostov    | RSFS Russa    | Rostov sul Don | non iscritta al campionato |

#### Classifica finale
|  | Pos. | Squadra           | Pt | G  | V  | N | P  | GF | GS | DR  |
|  | ---- | ----------------- | -- | -- | -- | - | -- | -- | -- | --- |
|  | 1.   | Spartak Tbilisi   | 24 | 15 | 10 | 4 | 1  | 41 | 12 | +29 |
|  | 2.   | Dinamo Erevan     | 21 | 15 | 9  | 3 | 3  | 24 | 7  | +17 |
|  | 3.   | Torpedo Rostov    | 19 | 15 | 8  | 3 | 4  | 33 | 18 | +15 |
|  | 4.   | Neftyanik Baku    | 17 | 15 | 7  | 3 | 5  | 36 | 17 | +19 |
|  | 5.   | Dinamo Alma-Ata   | 16 | 15 | 7  | 2 | 6  | 27 | 18 | +9  |
|  | 6.   | Spartak Aşgabat   | 14 | 15 | 7  | 0 | 8  | 21 | 38 | -17 |
|  | 7.   | Spartak Tashkent  | 7  | 8  | 3  | 1 | 4  | 8  | 11 | -3  |
|  | 8.   | Iskra Frunze      | 6  | 15 | 3  | 0 | 12 | 16 | 53 | -37 |
|  | 9.   | Gornjak Leninabad | 4  | 15 | 1  | 2 | 12 | 14 | 46 | -32 |

#### Verdetti
- Spartak Tbilisi e Dinamo Erevan ammessi al girone promozione
- Torpedo Rostov ammesso al Girone 7-9
- Neftyanik Baku ammesso al Girone 10-12
- Dinamo Alma-Ata ammesso al Girone 13-15
- Spartak Aşgabat ammesso al Girone 16-18
- Spartak Tashkent ammesso al Girone 19-21
- Iskra Frunze ammesso al Girone 22-24
- Gornjak Leninabad ammesso al Girone 25-27

#### Risultati
|                       | SpT  | DiE  | DRD  | NeB  | DAA  | SpA  | SpT  | IsF  | GoL  |
| --------------------- | ---- | ---- | ---- | ---- | ---- | ---- | ---- | ---- | ---- |
| Spartak Tbilisi       | –––– | 1-1  | 9-1  | 4-1  | 2-0  | 4-0  |      | 5-1  | 2-0  |
| Dinamo Erevan         | 0-0  | –––– | 1-0  | 1-0  | 3-0  | 2-0  |      | 6-0  | 2-0  |
| Dinamo Rostov-sul-Don | 0-0  | 3-1  | –––– | 4-1  | 2-1  | 0-1  |      | 4-0  | 3-0  |
| Neftyanik Baku        | 2-2  | 0-2  | 0-0  | –––– | 0-0  | 4-1  |      | 8-0  | 7-0  |
| Dinamo Alma-Ata       | 2-0  | 0-0  | 3-0  | 2-1  | –––– | 3-0  | 0-2  | 4-0  | 5-2  |
| Spartak Aşgabat       | 2-3  | 1-4  | 0-9  | 0-3  | 2-0  | –––– | 1-0  | 2-1  | 5-1  |
| Spartak Tashkent      | 0-4  | 1-0  | 0-2  | 1-3  |      |      | –––– | 3-0  |      |
| Iskra Frunze          | 1-2  | 1-0  | 0-4  | 0-5  | 3-0  | 3-4  |      | –––– | 2-3  |
| Gornjak Leninabad     | 1-3  | 0-1  | 1-1  | 0-1  | 1-7  | 1-2  | 1-1  | 3-4  | –––– |

### Girone 2

#### Squadre partecipanti
| Squadra                      | Repubblica         | Città        | Stagione precedente        |
| ---------------------------- | ------------------ | ------------ | -------------------------- |
| Burevestnik Kishinev         | RSS Moldava        | Kishinev     | 8° in Klass B              |
| Chimik Mosca                 | RSFS Russa         | Mosca        | non iscritta al campionato |
| Daugava Rīga                 | RSS Lettone        | Riga         | 12° in Klass A, retrocesso |
| Dinamo Minsk                 | RSS Bielorussa     | Minsk        | 14° in Klass A, retrocesso |
| Kalev Tallinn                | RSS Estone         | Tallinn      | 15° in Klass B             |
| Krasnaja Zvezda Petrozavodsk | RSS Carelo-Finnica | Petrozavodsk | 13° in Klass B             |
| Krasnoe Znamja Ivanovo       | RSFS Russa         | Ivanovo      | 4° in Klass B              |
| Metallurg Odessa             | RSS Ucraina        | Odessa       | non iscritta al campionato |
| Spartak Kalinin              | RSFS Russa         | Kalinin      | non iscritta al campionato |
| Zenit Kaliningrad            | RSFS Russa         | Kaliningrad  | non iscritta al campionato |

#### Classifica finale
|  | Pos. | Squadra                      | Pt | G  | V  | N | P  | GF | GS | DR  |
|  | ---- | ---------------------------- | -- | -- | -- | - | -- | -- | -- | --- |
|  | 1.   | Krasnoe Znamja Ivanovo       | 24 | 17 | 10 | 4 | 3  | 27 | 9  | +18 |
|  | 2.   | Dinamo Minsk                 | 24 | 17 | 9  | 6 | 2  | 25 | 12 | +13 |
|  | 3.   | Metallurg Odessa             | 20 | 17 | 6  | 8 | 3  | 20 | 12 | +8  |
|  | 4.   | Zenit Kaliningrad            | 19 | 17 | 7  | 5 | 5  | 19 | 18 | +1  |
|  | 5.   | Daugava Rīga                 | 17 | 17 | 6  | 5 | 6  | 24 | 22 | +2  |
|  | 6.   | Burevestnik Kishinev         | 16 | 17 | 4  | 8 | 5  | 14 | 20 | -6  |
|  | 7.   | Kalev Tallinn                | 14 | 17 | 4  | 6 | 7  | 9  | 19 | -10 |
|  | 8.   | Spartak Kalinin              | 11 | 17 | 4  | 3 | 10 | 20 | 25 | -5  |
|  | 9.   | Chimik Mosca                 | 9  | 9  | 4  | 1 | 4  | 17 | 13 | +4  |
|  | 10.  | Krasnaja Zvezda Petrozavodsk | 8  | 17 | 2  | 4 | 11 | 15 | 40 | -25 |

#### Verdetti
- Krasnoye Znamya Ivanovo e Dinamo Minsk ammessi al girone promozione
- Metallurg Odessa ammesso al Girone 7-9
- Zenit Kaliningrad ammesso al Girone 10-12
- Daugava Rīga ammesso al Girone 13-15
- Burevestnik Kishinev ammesso al Girone 16-18
- Kalev Tallinn ammesso al Girone 19-21
- Spartak Kalinin ammesso al Girone 22-24
- Chimik Mosca e Krasnaja Zvezda Petrozavodsk ammessi al Girone 25-27

#### Risultati
|                              | KZI  | DiM  | MeO  | ZeK  | DaR  | BuK  | KaT  | SpK  | ChM  | KZP  |
| ---------------------------- | ---- | ---- | ---- | ---- | ---- | ---- | ---- | ---- | ---- | ---- |
| Krasnoye Znamya Ivanovo      | –––– | 1-1  | 0-0  | 2-0  | 3-0  | 4-0  | 1-1  | 2-1  | 2-0  | 2-0  |
| Dinamo Minsk                 | 0-0  | –––– | 3-1  | 3-0  | 4-2  | 0-0  | 1-1  | 3-0  | 1-0  | 3-0  |
| Metallurg Odessa             | 2-0  | 1-1  | –––– | 2-0  | 0-0  | 0-1  | 2-0  | 0-0  | 3-1  | 2-2  |
| Zenit Kaliningrad            | 0-3  | 2-0  | 0-0  | –––– | 0-0  | 1-1  | 3-0  | 1-0  | 4-2  | 2-1  |
| Daugava Rīga                 | 3-1  | 1-1  | 0-3  | 1-1  | –––– | 0-0  | 2-0  | 4-0  |      | 4-0  |
| Burevestnik Kishinev         | 0-1  | 0-1  | 2-2  | 2-0  | 0-2  | –––– | 0-0  | 3-2  | 1-1  | 3-2  |
| Kalev Tallinn                | 1-0  | 0-1  | 1-0  | 0-2  | 2-0  | 0-0  | –––– | 0-0  | 2-5  | 1-0  |
| Spartak Kalinin              | 0-1  | 2-0  | 0-1  | 0-2  | 4-2  | 3-0  | 0-0  | –––– | 0-2  | 7-2  |
| Chimik Mosca                 |      | 0-1  |      | 2-4  | 3-0  |      |      |      | –––– | 3-0  |
| Krasnaja Zvezda Petrozavodsk | 0-4  | 1-2  | 1-1  | 1-1  | 0-3  | 1-1  | 2-0  | 2-1  |      | –––– |

### Girone 3

#### Squadre partecipanti
| Squadra                   | Repubblica  | Città          | Stagione precedente        |
| ------------------------- | ----------- | -------------- | -------------------------- |
| Avangard Chelyabinsk      | RSFS Russa  | Čeljabinsk     | non iscritta al campionato |
| Avangard Sverdlovsk       | RSFS Russa  | Sverdlovsk     | non iscritta al campionato |
| Kryl'ja Sovetov Molotov   | RSFS Russa  | Molotov        | non iscritta al campionato |
| Metallurg Dnipropetrovs'k | RSS Ucraina | Dnipropetrovsk | non iscritta al campionato |
| Metalurh Zaporižžja       | RSS Ucraina | Zaporižžja     | non iscritta al campionato |
| Šachtyor Stalino          | RSS Ucraina | Stalino        | 13° in Klass A, retrocesso |
| Torpedo Gor'kij           | RSFS Russa  | Gor'kij        | 6° in Klass B              |
| Torpedo Stalingrado       | RSFS Russa  | Stalingrado    | 11° in Klass B             |

#### Classifica finale
|  | Pos. | Squadra                   | Pt | G  | V  | N | P  | GF | GS | DR  |
|  | ---- | ------------------------- | -- | -- | -- | - | -- | -- | -- | --- |
|  | 1.   | Šachtyor Stalino          | 22 | 14 | 9  | 4 | 1  | 33 | 9  | +24 |
|  | 2.   | Torpedo Gor'kij           | 21 | 14 | 10 | 1 | 3  | 38 | 23 | +15 |
|  | 3.   | Metalurh Zaporižžja       | 15 | 14 | 6  | 3 | 5  | 34 | 26 | +8  |
|  | 4.   | Torpedo Stalingrado       | 15 | 14 | 7  | 1 | 6  | 25 | 22 | +3  |
|  | 5.   | Avangard Čeljabinsk       | 14 | 14 | 5  | 4 | 5  | 18 | 22 | -4  |
|  | 6.   | Kryl'ja Sovetov Molotov   | 11 | 14 | 4  | 3 | 7  | 18 | 29 | -11 |
|  | 7.   | Avangard Sverdlovsk       | 8  | 14 | 3  | 2 | 9  | 19 | 33 | -14 |
|  | 8.   | Metallurg Dnipropetrovs'k | 6  | 14 | 2  | 2 | 10 | 14 | 35 | -21 |

#### Verdetti
- Šachtër Stalino e Torpedo Gor'kij ammessi al girone promozione
- Metalurh Zaporižžja ammesso al Girone 7-9
- Torpedo Stalingrado ammesso al Girone 10-12
- Avangard Čeljabinsk ammesso al Girone 13-15
- Krylya Sovetov Molotov ammesso al Girone 16-18
- Avangard Sverdlovsk ammesso al Girone 19-21
- Iskra Frunze ammesso al Girone 22-24

#### Risultati
|                           | SaS  | ToG  | MeZ  | ToS  | AvC  | KSM  | AvS  | MeD  |
| ------------------------- | ---- | ---- | ---- | ---- | ---- | ---- | ---- | ---- |
| Šachtër Stalino           | –––– | 2-3  | 0-0  | 2-1  | 2-0  | 1-0  | 4-0  | 4-0  |
| Torpedo Gor'kij           | 0-4  | –––– | 2-2  | 3-2  | 2-1  | 3-1  | 4-0  | 3-1  |
| Metalurh Zaporižžja       | 1-1  | 5-3  | –––– | 1-2  | 3-0  | 5-1  | 3-1  | 4-1  |
| Torpedo Stalingrado       | 1-1  | 2-1  | 3-2  | –––– | 0-1  | 6-1  | 2-1  | 2-0  |
| Avangard Čeljabinsk       | 0-3  | 1-5  | 3-1  | 4-0  | –––– | 0-0  | 1-0  | 2-2  |
| Krylya Sovetov Molotov    | 2-2  | 1-3  | 4-0  | 2-1  | 1-1  | –––– | 2-3  | 1-0  |
| Avangard Sverdlovsk       | 1-4  | 1-3  | 5-2  | 0-3  | 1-1  | 1-2  | –––– | 1-1  |
| Metallurg Dnipropetrovs'k | 0-3  | 0-3  | 0-5  | 3-0  | 2-3  | 3-0  | 1-4  | –––– |

## Seconda fase

### Girone promozione
Tutte le partite furono disputate a Gor'kij tra il 18 e il 27 settembre 1953.

#### Classifica finale
|  | Pos. | Squadra                | Pt | G | V | N | P | GF | GS | DR  |
|  | ---- | ---------------------- | -- | - | - | - | - | -- | -- | --- |
|  | 1.   | Dinamo Minsk           | 9  | 5 | 4 | 1 | 0 | 11 | 1  | +10 |
|  | 2.   | Torpedo Gor'kij        | 7  | 5 | 3 | 1 | 1 | 9  | 4  | +5  |
|  | 3.   | Šachtyor Stalino       | 6  | 5 | 3 | 0 | 2 | 6  | 5  | +1  |
|  | 4.   | Krasnoe Znamja Ivanovo | 4  | 5 | 2 | 0 | 3 | 6  | 10 | -4  |
|  | 5.   | Dinamo Erevan          | 3  | 5 | 0 | 3 | 2 | 2  | 5  | -3  |
|  | 6.   | Spartak Tbilisi        | 1  | 5 | 0 | 1 | 4 | 1  | 10 | -9  |

#### Verdetti
- Spartak Tbilisi e Torpedo Gor'kij promossi in Klass A 1954.

#### Risultati
|                         | DiM  | ToG  | SSt  | KZI  | DiE  | SpT  |
| ----------------------- | ---- | ---- | ---- | ---- | ---- | ---- |
| Dinamo Minsk            | –––– |      | 1-0  | 4-1  | 0-0  | 4-0  |
| Torpedo Gor'kij         | 0-2  | –––– | 3-0  | 3-1  | 1-1  | 2-0  |
| Šachtër Stalino         |      |      | –––– | 2-0  | 2-0  | 2-1  |
| Krasnoye Znamya Ivanovo |      |      |      | –––– | 2-1  | 2-0  |
| Dinamo Erevan           |      |      |      |      | –––– | 0-0  |
| Spartak Tbilisi         |      |      |      |      |      | –––– |

### Girone 7-9
Tutte le partite furono disputate a Rostov sul Don tra il 30 settembre e l'11 ottobre 1953.

#### Classifica finale
| Pos. | Squadra             | Pt | G | V | N | P | GF | GS | DR |
| ---- | ------------------- | -- | - | - | - | - | -- | -- | -- |
| 7.   | Metallurg Odessa    | 4  | 2 | 2 | 0 | 0 | 5  | 1  | +4 |
| 8.   | Torpedo Rostov      | 2  | 2 | 1 | 0 | 1 | 5  | 5  | +0 |
| 9.   | Metalurh Zaporižžja | 0  | 2 | 0 | 0 | 2 | 5  | 9  | -4 |

#### Risultati
|                     | MeO  | TRD  | MeZ  |
| ------------------- | ---- | ---- | ---- |
| Metallurg Odessa    | –––– |      |      |
| Torpedo Rostov      | 0-1  | –––– | 5-4  |
| Metalurh Zaporižžja | 1-4  |      | –––– |

### Girone 10-12
Tutte le partite furono disputate a Baku tra il 30 settembre e l'11 ottobre 1953.

#### Classifica finale
| Pos. | Squadra             | Pt | G | V | N | P | GF | GS | DR |
| ---- | ------------------- | -- | - | - | - | - | -- | -- | -- |
| 10.  | Zenit Kaliningrad   | 4  | 2 | 2 | 0 | 0 | 3  | 1  | +2 |
| 11.  | Neftyanik Baku      | 2  | 2 | 1 | 0 | 1 | 3  | 3  | +0 |
| 12.  | Torpedo Stalingrado | 0  | 2 | 0 | 0 | 2 | 3  | 5  | -2 |

#### Risultati
|                     | ZeK  | NeB  | ToS  |
| ------------------- | ---- | ---- | ---- |
| Zenit Kaliningrad   | –––– |      | 2-1  |
| Neftyanik Baku      | 0-1  | –––– | 3-2  |
| Torpedo Stalingrado |      |      | –––– |

### Girone 13-15
Era previsto che tutte le partite fossero disputate a Rīga, ma la Dinamo Alma-Ata non partecipò, perdendo le due partite prevsite a tavolino; l'unica partita fu disputata l'11 ottobre 1953.

#### Classifica finale
| Pos. | Squadra             | Pt | G | V | N | P | GF | GS | DR |
| ---- | ------------------- | -- | - | - | - | - | -- | -- | -- |
| 13.  | Daugava Rīga        | 4  | 2 | 2 | 0 | 0 | 2  | 0  | +2 |
| 14.  | Avangard Čeljabinsk | 2  | 2 | 1 | 0 | 1 | 0  | 2  | -2 |
| 15.  | Dinamo Alma-Ata     | 0  | 2 | 0 | 0 | 2 | -  | -  | -  |

#### Risultati
- Daugava Rīga - Avangard Čeljabinsk 2-0

### Girone 16-18
Tutte le partite furono disputate a Kishinev tra il 29 settembre e il 3 ottobre.

#### Classifica finale
| Pos. | Squadra                 | Pt | G | V | N | P | GF | GS | DR |
| ---- | ----------------------- | -- | - | - | - | - | -- | -- | -- |
| 16.  | Burevestnik Kishinev    | 3  | 2 | 1 | 1 | 0 | 5  | 2  | +3 |
| 17.  | Kryl'ja Sovetov Molotov | 2  | 2 | 1 | 0 | 1 | 2  | 4  | -2 |
| 18.  | Spartak Aşgabat         | 1  | 2 | 0 | 1 | 1 | 1  | 2  | -1 |

#### Risultati
|                        | BuK  | KSM  | SpA  |
| ---------------------- | ---- | ---- | ---- |
| Burevestnik Kishinev   | –––– | 4-1  | 1-1  |
| Krylya Sovetov Molotov |      | –––– | 1-0  |
| Spartak Aşgabat        |      |      | –––– |

### Girone 19-21

#### Classifica finale
Tutte le partite furono disputate a Sverdlovsk tra il 27 settembre e il 1º ottobre 1953.
| Pos. | Squadra             | Pt | G | V | N | P | GF | GS | DR |
| ---- | ------------------- | -- | - | - | - | - | -- | -- | -- |
| 19.  | Avangard Sverdlovsk | 4  | 2 | 2 | 0 | 0 | 9  | 1  | +8 |
| 20.  | Kalev Tallinn       | 2  | 2 | 1 | 0 | 1 | 2  | 2  | +0 |
| 21.  | Spartak Tashkent    | 0  | 2 | 0 | 0 | 2 | 1  | 9  | -8 |

#### Risultati
|                     | AvS  | KaT  | SpT  |
| ------------------- | ---- | ---- | ---- |
| Avangard Sverdlovsk | –––– | 2-0  | 7-1  |
| Kalev Tallinn       |      | –––– | 2-0  |
| Spartak Tashkent    |      |      | –––– |

### Girone 22-24

#### Classifica finale
Tutte le partite furono disputate a Dnepropetrovsk tra il 26 e il 29 settembre 1953.
| Pos. | Squadra                   | Pt | G | V | N | P | GF | GS | DR |
| ---- | ------------------------- | -- | - | - | - | - | -- | -- | -- |
| 22.  | Metallurg Dnipropetrovs'k | 4  | 2 | 2 | 0 | 0 | 5  | 0  | +5 |
| 23.  | Spartak Kalinin           | 2  | 2 | 1 | 0 | 1 | 9  | 5  | +4 |
| 24.  | Iskra Frunze              | 0  | 2 | 0 | 0 | 2 | 2  | 11 | -9 |

#### Risultati
|                          | MeD  | SpK  | IsF  |
| ------------------------ | ---- | ---- | ---- |
| Metallurg Dnipropetrovsk | –––– | 3-0  | 2-0  |
| Spartak Kalinin          |      | –––– | 9-2  |
| Iskra Frunze             |      |      | –––– |

### Girone 25-27

#### Classifica finale
Tutte le partite furono disputate a Mosca tra il 25 e il 27 settembre 1953.
| Pos. | Squadra                      | Pt | G | V | N | P | GF | GS | DR  |
| ---- | ---------------------------- | -- | - | - | - | - | -- | -- | --- |
| 25.  | Chimik Mosca                 | 3  | 2 | 1 | 1 | 0 | 8  | 1  | +7  |
| 26.  | Krasnaja Zvezda Petrozavodsk | 3  | 2 | 1 | 1 | 0 | 6  | 2  | +4  |
| 27.  | Gornjak Leninabad            | 0  | 2 | 0 | 0 | 2 | 1  | 12 | -11 |

#### Risultati
|                              | ChM  | KZP  | GoL  |
| ---------------------------- | ---- | ---- | ---- |
| Chimik Mosca                 | –––– | 1-1  | 7-0  |
| Krasnaja Zvezda Petrozavodsk |      | –––– | 5-1  |
| Gornjak Leninabad            |      |      | –––– |